# Lobophyllus
Lobophyllus is een geslacht van rechtvleugeligen uit de familie sabelsprinkhanen (Tettigoniidae). De wetenschappelijke naam van dit geslacht is voor het eerst geldig gepubliceerd in 1859 door Saussure.

## Soorten
Het geslacht Lobophyllus omvat de volgende soorten:
- Lobophyllus legumen Saussure, 1859
- Lobophyllus reversus Rehn, 1920